# Vikuiti

Grafik des Vikuiti™ Logos

Vikuiti war eine der strategischen Marken der Firma 3M und wird seit etwa 2015 nicht mehr erwähnt.
Die Marke wurde benutzt, um optisch anspruchsvolle Produkte im Bereich elektronischer Displays zu kennzeichnen. Weiterhin wurden für Endverbraucher Displayschutz- und Blickschutzlösungen angeboten.
Für Kreditkartenunternehmen hatte 3M unter diesem Label ein transparentes Kartenmaterial entwickelt, welches keine Infrarotstrahlung passieren lässt und somit in Geldautomaten als ISO-konforme Karte akzeptiert wurde.